# Eleutherodactylus paralius
Eleutherodactylus paralius är en groddjursart som beskrevs av Schwartz 1976. Eleutherodactylus paralius ingår i släktet Eleutherodactylus och familjen Eleutherodactylidae. Inga underarter finns listade i Catalogue of Life.